# 1739
1739 (MDCCXXXIX) je bilo navadno leto, ki se je po gregorijanskem koledarju začelo na četrtek, po 11 dni počasnejšem julijanskem koledarju pa na ponedeljek.

## Dogodki
- 1. september - konča se rusko-turška vojna (1735-1739)
  - konča se avstrijsko-turška vojna (1737-1739)
- 18. september - podpisan Beograjski mir, ki je določil mejo med Habsburško monarhijo in Osmanskim cesarstvom na Savi in Donavi
  - ukinjena Kraljevina Srbija, ustanovljena leta 1718